# Бентон (индейская резервация)
Бентон (англ. Benton Paiute Reservation) — индейская резервация народа моно, расположенная в центрально-восточной части штата Калифорния.

## История
Индейская резервация Бентон была основана в 1915 году. Её первоначальная площадь составляла всего 0,65 км² или 160 акров. 

## География
Резервация состоит двух участков, расположенных на востоке Калифорнии в округе Моно, примерно в 16 км к западу от границы с Невадой. Общая площадь Бентона, включая трастовые земли (0,871 км²), составляет 1,496 км². 
Административным центром резервации и штаб-квартирой племени является город Бентон.

## Демография
По данным федеральной переписи населения 2010 года, в резервации проживало 76 человек. Согласно федеральной переписи населения 2020 года в резервации проживало 84 человека, насчитывалось 34 домохозяйства и 33 жилых дома. Средний возраст, проживающих в Бентоне, составлял 50,4 года. Доход среднего домохозяйства в индейской резервации составлял 75 625 долларов США. Около 20,6 % всего населения находились за чертой бедности, в том числе ни одного из тех, кому ещё не исполнилось 18 лет и старше 65 лет.
Расовый состав распределился следующим образом: белые — 43 чел., коренные американцы (индейцы США) — 21 чел., представители других рас — 7 чел., представители двух или более рас — 13 человек; испаноязычные или латиноамериканцы любой расы составили 11 человек. Плотность населения составляла 56,15 чел./км².

## Комментарии
1. ↑  В состав резервации входит лишь  часть населённого пункта.